# José de Acosta
José de Acosta (Medina del Campo, 1539 – Salamanca, 15 febbraio 1600) è stato un gesuita e scrittore spagnolo.

## Biografia
Nacque, secondo Pedro de Ribadeneira, a Medina del Campo, nel 1539, l'anno stesso in cui Paolo III autorizzò la costituzione della Compagnia di Gesù. A 15 anni, entrò nel collegio dell'ordine in quella città. Nel 1559, insegnava a Segovia; nel 1563, trionfava negli Autos Mayores dell'Università di Alcalà e nel 1571 rinunciava a succedere a Roma al padre Toledo nella cattedra di teologia, perché, come egli dice, "non agognavo incarichi né cattedre famose, anzi chiesi di essere inviato alle Indie fra i popoli barbari".
Fu mandato infatti, nell'aprile 1569, in missione al Perù. Nel 1571 fu inviato come missionario nelle Indie Occidentali e, cinque anni dopo, divenne secondo Provinciale del Perù. Qui, per meglio catechizzare gli Indiani, imparò la loro lingua. Nel 1583 redasse gli atti del concilio provinciale di Lima; nella qual città, per sua iniziativa, sorse una stamperia (1584). La rivalità fra quelli che cercavano nell'America soltanto poteri e ricchezze e coloro che propagavano la civiltà spagnola con le buone opere e con l'istruzione, lo costrinse a rimpatriare (1587). Tornato in Spagna nel 1567, tentò invano in una convocazione generale della Congregazione, tra il 1592 e 1593, di rendere i gesuiti spagnoli indipendenti dal generale della Compagnia di Gesù, allora Claudio Acquaviva, residente a Roma.
Fu preposito della casa professa di Valladolid, mentre ferveva la polemica sul molinismo fra i domenicani ed i gesuiti. Nella questione sorta nel Sacro Collegio, riguardo all'atteggiamento della monarchia spagnola nei conclavi, si dichiarò realista. Mentre era rettore del collegio di Salamanca, morì, il 15 febbraio 1600.

## Opere
Le opere principali di Acosta sono:

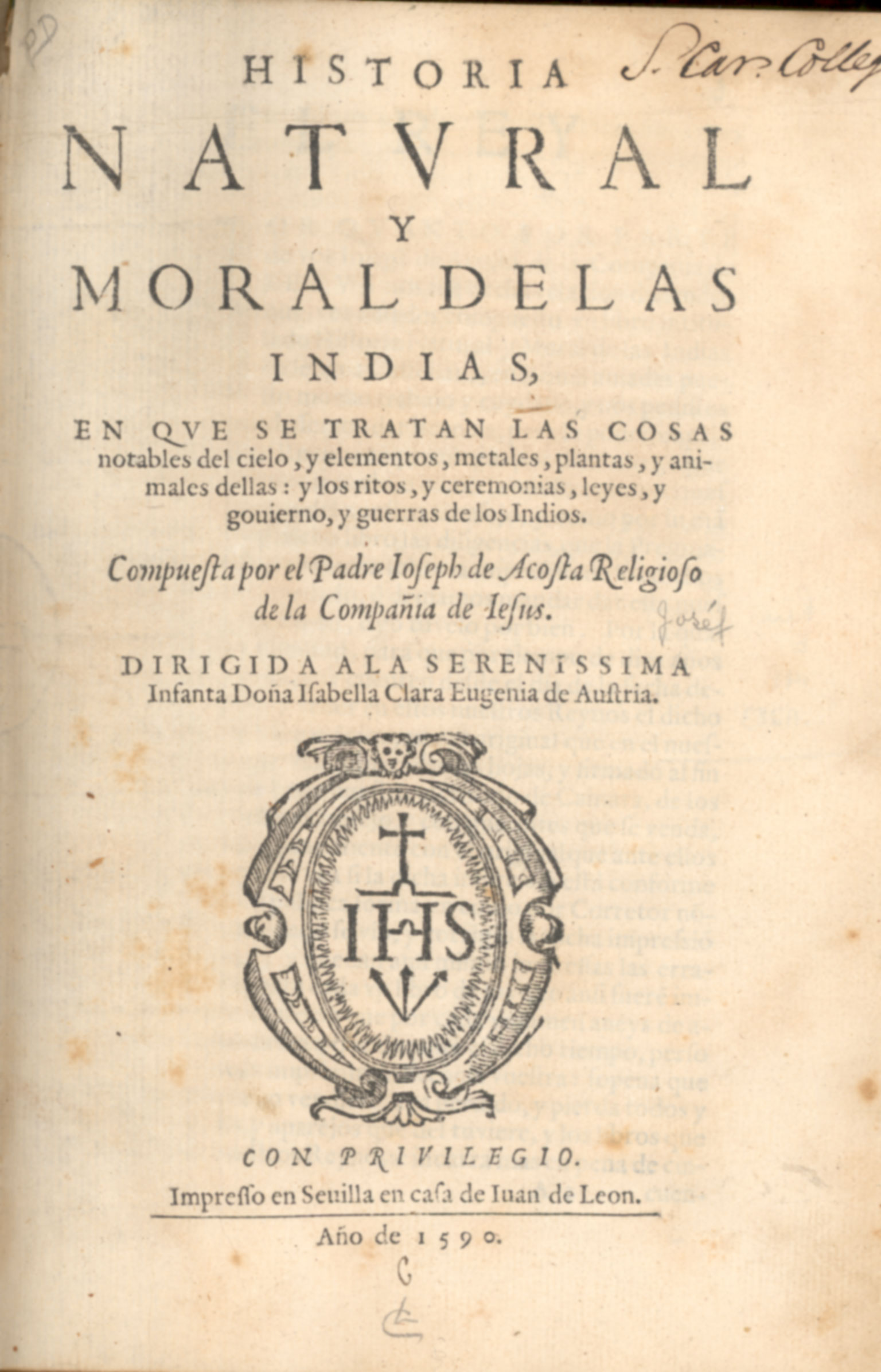
Frontespizio della Historia natural y moral

- De natura novi orbis, libri duo et de promulgatione Evangelii apud barbaros, sive de procuranda Indorum salute, libri sex, Salamanca 1589; i primi figurano nella sua Historia de Indias; negli ultimi descrive i costumi degli Indiani a scopo catechistico;
- Concilium limense celebratum anno MDLXXXIII, Madrid 1614;
- De Christo revelato, libri novem, Roma 1590; in cui espone le profezie cristologiche nell'Antico Testamento e le concordanze tra l'Antico ed il Nuovo Testamento;
- De temporibus novissimis, libri quatuor, Lione 1592, esegesi delle profezie che si riferiscono all'Anticristo ed al Giudizio finale;
- Conciones... (Salamanca 1596 e segg.), raccolta di sermoni "de grave et elegante stile" secondo Ribadeneira, ma non senza stravaganze concettuali;
- Historia de la Peregrinación del Hermano Hartolomé Lorenço.... attraverso San Domingo, la Giamaica, il Panama e il Perù (1586);
- Historia natural y moral de las Indias, Siviglia 1590, che meritò al suo autore l'appellativo di "Plinio del Nuevo Mundo" datogli da Benito Jerónimo Feijoo; it, Istoria naturale e morale delle Indie, 1992, Cassa di risparmio di Verona Vicenza Belluno e Ancona, Verona.
- Doctrina christiana y catecismo... de los Indios... con un confessionario y otras cosas necessarias (Los Reyes 1583), scritto nelle tre lingue spagnola, aymara e quechua.